# Ignacio Arcaya
Ignacio Luis Arcaya Smith (1939) es un diplomático y político venezolano, quien fue embajador en Australia, Reino Unido, Chile, Argentina y la ONU, así como ministro de Interior durante el primer gobierno de Hugo Chávez, entre 1999 y 2001.

## Biografía
En 1969 fue nombrado Primer Secretario en la Delegación Permanente ante la OEA en Washington.
Ignacio Arcaya fue embajador en Australia con jurisdicción en Nueva Zelanda y Fiyi en 1978 (llegando a jugar golf con Ferdinand Marcos) y luego embajador en Reino Unido, Argentina (jugando al golf con Carlos Menem «todos los jueves» e involucrado en las negociaciones donde Techint compró empresa pública Sidor), Chile y la ONU.
Fue ministro de Interior en el primer gobierno de Hugo Chávez. El entonces jefe de la Dirección de los Servicios de Inteligencia y Prevención (Disip), Jesús Urdaneta, declaró en una entrevista que Chávez le habría ordenado al ministro Arcaya que le diera 300 mil dólares a la guerrilla colombiana.

## Vida personal
Es hijo de Ignacio Luis Arcaya, quien fue uno de los firmantes del Pacto de Puntofijo por parte de la Unión Republicana Democrática (URD), canciller en el segundo gobierno de Rómulo Betancourt y presidente de la Cámara de Diputados. También es sobrino nieto de Pedro Manuel Arcaya, ministro del Interior durante la dictadura de Juan Vicente Gómez.